# Illja Salaujou
Illja Iwanawitsch Salaujou (belarussisch Ільля Іванавіч Салаўёў, russisch Илья Иванович Соловьёв Ilja Iwanowitsch Solowjow; * 20. Juli 2000 in Mahiljou) ist ein belarussischer Eishockeyspieler, der seit 2021 bei den Calgary Flames aus der National Hockey League (NHL) unter Vertrag steht.

## Karriere
Illja Salaujou begann seine Karriere als Eishockeyspieler beim Nachwuchsklub OCOR Mahiljou in seiner Geburtsstadt. Anschließend wurde der Verteidiger von verschiedenen Nachwuchsauswahlteams des Verbandes in der Wysschaja-Liga und der Extraliga eingesetzt. Nachdem er 2019 sowohl von den Youngstown Phantoms als insgesamt 150. Spieler in der zehnten Runde des USHL Entry Drafts, als auch von Saginaw Spirit als insgesamt 53. Spieler in der ersten Runde des CHL Import Drafts ausgewählt worden war, wechselte er in die Ontario Hockey League nach Saginaw.
Beim NHL Entry Draft 2020 wurde er in der siebten Runde als insgesamt 205. Spieler von den Calgary Flames ausgewählt, kehrte aber trotzdem nach Belarus zurück, wo er in der Folge in der Kontinentalen Hockey-Liga für den HK Dinamo Minsk spielte. Zweimal kam er aber auch in der Extraliga beim HK Dinamo Maladsetschna zum Einsatz. 2021 wechselte er zu Stockton Heat, dem Farmteam der Calgary Flames, in die American Hockey League. Auch nach dessen Umsiedlung nach Calgary im Jahr 2022 – das Team trat nun als Calgary Wranglers in Erscheinung – blieb Salaujou in der Organisation der Flames.

### International
Für Belarus nahm Salaujou im Juniorenbereich zunächst am Europäischen Olympischen Jugendfestival 2017 im türkischen Erzurum teil, bei dem seine Mannschaft die Silbermedaille errang. Danach spielte er bei der U18-Weltmeisterschaft 2018 sowie den U20-Junioren-Weltmeisterschaften 2019 und 2020, als er zum besten Verteidiger des Turniers gewählt wurde, jeweils in der Division I.
Im Seniorenbereich stand er erstmals im Aufgebot seines Landes bei der Weltmeisterschaft 2019 in der Division I, als der Aufstieg in die Top-Division gelang. Dieser konnte von ihm und seiner Mannschaft wegen der weltweiten COVID-19-Pandemie jedoch erst bei der Weltmeisterschaft 2021 wahrgenommen werden. Zudem vertrat er seine Farben bei der Olympiaqualifikation für die Winterspiele 2022 in Peking.

## Erfolge und Auszeichnungen
- 2017 Silbermedaille beim Europäischen Olympischen Winter-Jugendfestival
- 2019 Aufstieg in die Top-Division bei der Weltmeisterschaft der Division IA
- 2020 Bester Verteidiger bei der U20-Junioren-Weltmeisterschaft der Division IA

## Karrierestatistik
Stand: Ende der Saison 2023/24

### International
Vertrat Belarus bei:
| - Europäisches Olympisches Winter-Jugendfestival 2017 - U18-Junioren-Weltmeisterschaft 2018 - U20-Junioren-Weltmeisterschaft der Division IA 2019 - Weltmeisterschaft der Division IA 2019 | - U20-Junioren-Weltmeisterschaft der Division IA 2020 - Weltmeisterschaft 2021 - Qualifikationsturnier für die Olympischen Winterspiele 2022 |

(Legende zur Spielerstatistik: Sp oder GP = absolvierte Spiele; T oder G = erzielte Tore; V oder A = erzielte Assists; Pkt oder Pts = erzielte Scorerpunkte; SM oder PIM = erhaltene Strafminuten; +/− = Plus/Minus-Bilanz; PP = erzielte Überzahltore; SH = erzielte Unterzahltore; GW = erzielte Siegtore; 1 Play-downs/Relegation; Kursiv: Statistik nicht vollständig)